# 김대우 (1900년)
김대우(金大羽, 1900년 7월 10일 ~ 1976년 4월 22일)는 일제강점기의 독립운동가, 친일반민족행위자 관료로 평안남도 강동군 출신이며 본적은 서울특별시 종로구 삼청동이다. 1943년 전라북도지사, 1945년 6월 경상북도지사에 임명되었다. 그해 8월 광복 직후 행정, 치안권 교섭에 총독부측 대표의 한 사람으로 참여하였으며, 해방 직후에도 해방된 한국의 초대 경상북도지사를 지내다가 그해 10월 12일 물러났다.
1919년 경성공업전문학교 광산학과 2학년 재학 중, 그해 3.1 만세 운동에 가담하였다가 징역 7개월형을 언도받고 복역했다. 1925년 조선총독부 관료 채용시험에 합격하여 관료로 활동했다.
해방 뒤에도 그는 미군정에 의해 신임을 얻어 경상북도지사로 유임되어 일본인 관료 및 구 총독부 관료들을 파면하고 새로운 인물을 군수로 임명했지만, 1946년 공금을 횡령하고 도피하였다. 1948년 5월 10일에는 초대 제헌국회의원 선거에 무소속으로 출마하였으나 낙선하고, 5대, 6대 국회의원 선거에 출마했지만 낙선했다.

## 생애

### 초기 활동
1918년 서울대학교 공과대학의 전신인 경성공업전문학교 광산학과에 입학했다. 1919년 경성공업전문학교 광산학과 2학년에 재학 중일 때 그해 3월 3·1 만세 운동이 일어났다. 김대우는 만세 운동에 가담하여 탑골 공원 시위에 참가했다가 체포되어 징역 7개월형을 선고 받고 옥고를 치르고 석방되었다.
그러나 경성공전 졸업 후 일본에 유학하여 규슈 제국대학 공학부로 진학했다. 1925년 규슈 제국대학 공학부를 졸업하고 같은 해 조선총독부 관리 채용시험에 합격하면서부터는 유명한 친일파 관료가 되었다.

### 관료 생활
김대우는 총독부 임야조사위원회에서 관직을 시작하여 평안북도 박천군의 군수(1928), 평안북도청 내무부 산업과장(1930)으로 승진했다.
1936년 총독부 학무국의 사회교육과장으로 임명되었는데, 황민화 정책의 첨병인 이 자리는 일본 고등문관시험 출신들이 앉는 요직이었다. 김대우는 이 직위에 근무하면서 1937년 학무부 촉탁 이각종에게 〈황국신민의 서사〉를 작성하도록 하고, 각급 학교 등에서 이를 암기, 제창하고 출판되는 모든 서적에도 반드시 실을 것을 강요하였다.
1939년에는 전라남도 참여관 겸 내무부장, 금융조합연합회 전남 감리관, 전남 방공위원회 위원, 광주 사상보호관찰심사회 예비위원에 임명되었고, 1940년 경상남도 참여관 및 산업부장을 거쳐 1943년 전라북도 지사에까지 올랐다. 전북 지사를 지낼 때는 징용을 관장하는 근로동원원호회 지부장을 맡기도 했다.
김대우의 빠른 승진 비결은 일제에 대한 특별한 충성이었다는 분석이 있다. 일제 때 고등문관시험에 합격하여 군수를 지내고 광복 후 여러 차례 당시의 행적을 참회한 이항녕의 증언에 의하면, 자신이 경상남도 하동군 군수로 있을 때 경남 산업부장으로 근무하던 김대우가 군별로 공출미를 강제로 할당한 것은 물론, 보고된 재고량을 못 믿겠다며 할당량을 터무니 없이 늘려 수탈을 조장한 바 있다고 한다. 이렇게 승진을 거듭하던 김대우는 태평양 전쟁 종전 두달 전인 1945년 6월 경상북도 지사에 임명되어 광복을 맞았다.

### 해방 이후
광복 직후 총독 아베 노부유키의 지시에 따라 임시로 경무국장 직무대리에 임명되어 행정권 인수 인계 절차를 위한 송진우, 안재홍 등 조선인과의 협상에 참가했으며, 경상북도지사에 유임되었다. 미군정의 보고서에 의하면 '그는 수완가였고, 그의 유임은 의심할 것 없이 지방 정부에서 가장 큰 효율을 촉진시키는 것처럼 보였다. 제40사단의 지원과 함께 김대우는 여러 군과 다른 지역의 관리들의 교체를 진행했는데, 일본인들을 제거하고 조선인들을 지명했다.' 한다. 9월 2일 이후 미군정이 총독부의 행정 기능을 그대로 인수하면서 그도 계속 경북 지사로 근무하다가 10월 19일에야 미 군정 도지사의 고문으로 물러났다.
미군 제40사단과 서울의 군정은 김대우의 유임을 주장하였다. 제40사단의 지원으로 김대우는 경상북도 내 각 군과 다른 지역의 관리들의 해임, 파면을 진행했는데, 일본인들을 제거하고 조선인들을 지명했다. 그러나 인사 교체 과정에서의 혼란으로 10월 11일 미군정으로 보고가 올라갔고 그는 곧 친일파라는 평판을 이유로 해임되었다.
미군정 경북지사로 근무할 때 공금 3만원을 횡령한 것이 드러나 1946년 2월 업무상횡령혐의로 특별범죄심사위원회 조사부에 소환되었으나 곧 도주했다. 1946년부터 도피 생활을 하였고, 지명수배되었지만 곧 흐지부지되었다.

### 정부 수립 이후
1948년 5월 10일에는 초대 제헌국회의원 선거에 무소속으로 출마하였으나 낙선하였다. 1949년 반민족행위특별조사위원회에 체포되었으며 그해 9월 2일 반민특위 재판관 곽상훈에 의해 공민권 정지 3년형을 선고받았다. 반민특위가 해체되면서 풀려났고 공민권정지 3년형 외에는 적용되지 않았다.
1951년 일본인으로 조선총독부 관료로 조선에서 지방관을 역임한 고시진이 비밀리에 부산에 방문, 장택상과 만났다가 족청계의 폭로로 장택상은 총리직에서 물러났다. 김대우는 고시진의 밀입국과 부산 밀항에 관련되어 1952년 9월 28일 경찰에 긴급 구속되었다. 10월 22일 구류기간이 만류되었으나 다른 이유로 계속 구속되었고 김대우는 구속의 부당함을 주장, 장준택 변호사를 변호인으로 선임하여 항소하였다. 1953년 2월 8일 불기소 및 유예처분을 받고 풀려났다.
이후 1960년 제5대 국회의원 선거에 민주당 공천으로 출마했으나 낙선했다. 그해 6월 22일 그가 민주당 공천을 받고 국회의원에 입후보한 것이 문제시되기도 했다. 일각에서는 장면 당시 민주당 대표가 그의  입후보를 권고하고 도왔다는 의혹도 제기되었다. 1961년 7월에는 5.16 군사 정변 직후 군정이 민주당 정권 관련자들을 용공으로 몰아 재판할 때 그가 민주당 각료들을 도와 일본 약품을 밀입수하려 했다는 혐의를 받기도 했다. 1963년 제6대 국회의원 선거에 출마하였으나 역시 낙선하였다.

## 사후
2002년 민족정기를 세우는 국회의원모임이 선정한 친일파 708인 명단과 2008년 민족문제연구소에서 친일인명사전에 수록하기 위해 정리한 친일인명사전 수록예정자 명단에 모두 포함되었다. 민족문제연구소의 명단에는 그의 동생으로 경찰 관료를 지낸 김호우도 들어 있다. 2009년 친일반민족행위진상규명위원회가 발표한 친일반민족행위 705인 명단에 포함되었다.
슬하의 7남매 중 차남인 김광연은 송도병원 원장을, 막내 아들 김광순은 한국하우톤 회장을 지내는 등 자손이 번창했고, 이들은 김대우를 평범한 공무원이며 올곧은 선비로 기억하고 있다.

## 가족 관계
- 아들 : 김광연(1929년 ~ , 의사, 대장항문의, 서울송도병원 원장 역임)
- 며느리 : 이영희
- 아들 : 김광순
- 딸 : 김숙연
- 동생 : 김호우(金虎雨, 1947년 목포경찰서장 역임)

## 같이 보기
- 황국신민서사
- 경상북도
- 이경희
- 박중양
- 허억
- 최남선

## 참고자료
- 반민족문제연구소 (1993년 2월 1일). 〈김대우 : ‘황국신민의 서사’ 입안자 (김무용)〉. 《친일파 99인 1》. 서울: 돌베개. ISBN 978-89-7199-011-7.
- 김대우(金大羽) - 한국학중앙연구원